# پشت و رو: تاریخچه شخصی پینک فلوید
پشت و رو: تاریخچه شخصی پینک فلوید (به انگلیسی: Inside Out: A Personal History of Pink Floyd) تاریخچهٔ شخصی نیک میسن از گروه پینک فلوید است که در اکتبر ۲۰۰۴ در پادشاهی متحده منتشر شد. این کتاب ابتدا به صورت جلد ضخیم منتشر می‌شد اما پس از آن در دو نسخه با جلد نازک هم پخش شد. این کتاب نخستین کتابی است که توسط یکی از اعضای گروه نوشته می‌شود و عضوی از گروه به بیان تجربیات و مشاهدات خود از گروه می‌پردازد.
در سال ۲۰۰۵ و پس از اجرای لایو ۸ که اعضای گروه اجرای دوباره با هم داشتند، یک نسخهٔ جلد نازک از این کتاب با تصویری از اعضای گروه در این اجرا منتشر شد. پس از مرگ سید برت هم نسخه‌ای از کتاب با ذکر مرگ برت انتشار یافت. در سال ۲۰۱۱ نیز نسخه‌ای با اشاره به مرگ ریچارد رایت، کیبوریست گروه، انتشار یافت.
یک نسخهٔ فشرده شدهٔ صوتی در قالب سه لوح فشرده نیز منتشر شده که توسط نیک میسن خوانده شد.
این کتاب توسط بردیا بهنیافر به فارسی ترجمه شده و نشر کتاب مس، آن را منتشر کرده است.